# Union Pacific Challenger
Az Union Pacific Challenger az American Locomotive Company által 1936 és 1944 között gyártott amerikai (2′C)C2′ h4 tengelyelrendezésű nagyteljesítményű gőzmozdonysorozat volt. Az Union Pacific üzemeltette. 1956 és 1962 között selejtezték a sorozatot.

## Járművek
| Üzemeltető | Jelölés | Pályaszám   | Darabszám | Gyártó | Gyártásban | Selejtezés |
| ---------- | ------- | ----------- | --------- | ------ | ---------- | ---------- |
| UP         | CSA-1   | 3900 – 3914 | 15        | ALCO   | 1936       | 1956–1962  |
| UP         | CSA-2   | 3915 – 3939 | 25        | ALCO   | 1937       | 1956–1961  |
| UP         | 4664-5  | 3930 – 3949 | 20        | ALCO   | 1944       | 1952–1960  |
| UP         | 4664-3  | 3950 – 3969 | 20        | ALCO   | 1942       | 1958–1961  |
| UP         | 4664-4  | 3975 – 3999 | 25        | ALCO   | 1936       | 1959–1961  |

## Megőrzött mozdonyok
A legyártott 105 mozdonyból mindössze kettő élte túl a szétdarabolást:
| Típus  | Pályaszám | Kép | Gyártási dátum | Sorozatszám | Hely                                       | Koordináták                                                                    | Megjegyzések |
| ------ | --------- | --- | -------------- | ----------- | ------------------------------------------ | ------------------------------------------------------------------------------ | --- |
| 4664-4 | 3977      |     | 1943. június   | 70160       | Cody Park, North Platte (Nebraska)         | é. sz. 41,147853°, ny. h. 100,753113°41.147853°N 100.753113°WChallenger 3977   | Az EMD DDA40X #6922 mellett látható. |
| 4664-4 | 3985      |     | 1943. július   | 70174       | Union Pacific Railroad, Cheyenne (Wyoming) | é. sz. 41° 07′ 47″, ny. h. 104° 48′ 49″41.129703°N 104.813658°WChallenger 3985 | A 3985-ös pályaszámú helyreállítása 1981-ben történt meg és az Union Pacific használta kirándulóvonatokhoz 2010. október 14-ig, majd mechanikai problémák miatt kivonták a forgalomból, hivatalosan 2020. januárjában selejtezték. |

## Lásd még
- Union Pacific Big Boy
- Union Pacific FEF sorozat